# Hemaris diffinis
Sphinx du chèvrefeuille
Pour l'autre espèce appelée « Sphinx du chèvrefeuille », voir Hemaris fuciformis.
Espèce
Le Sphinx du chèvrefeuille (Hemaris diffinis) est une espèce nord-américaine de lépidoptères (papillons) de la famille des Sphingidae.

## Description

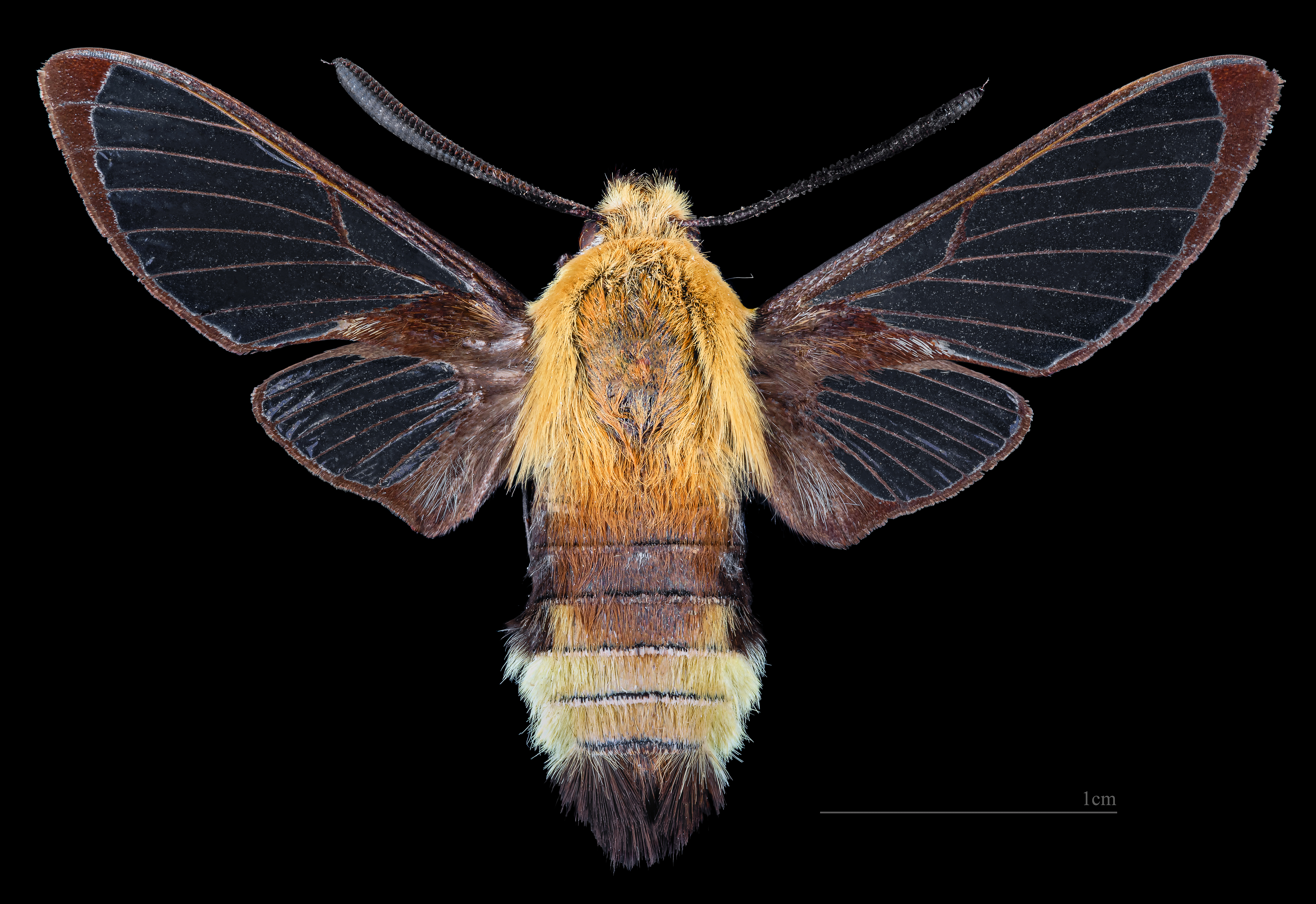
Avers du mâle (coll.MHNT)
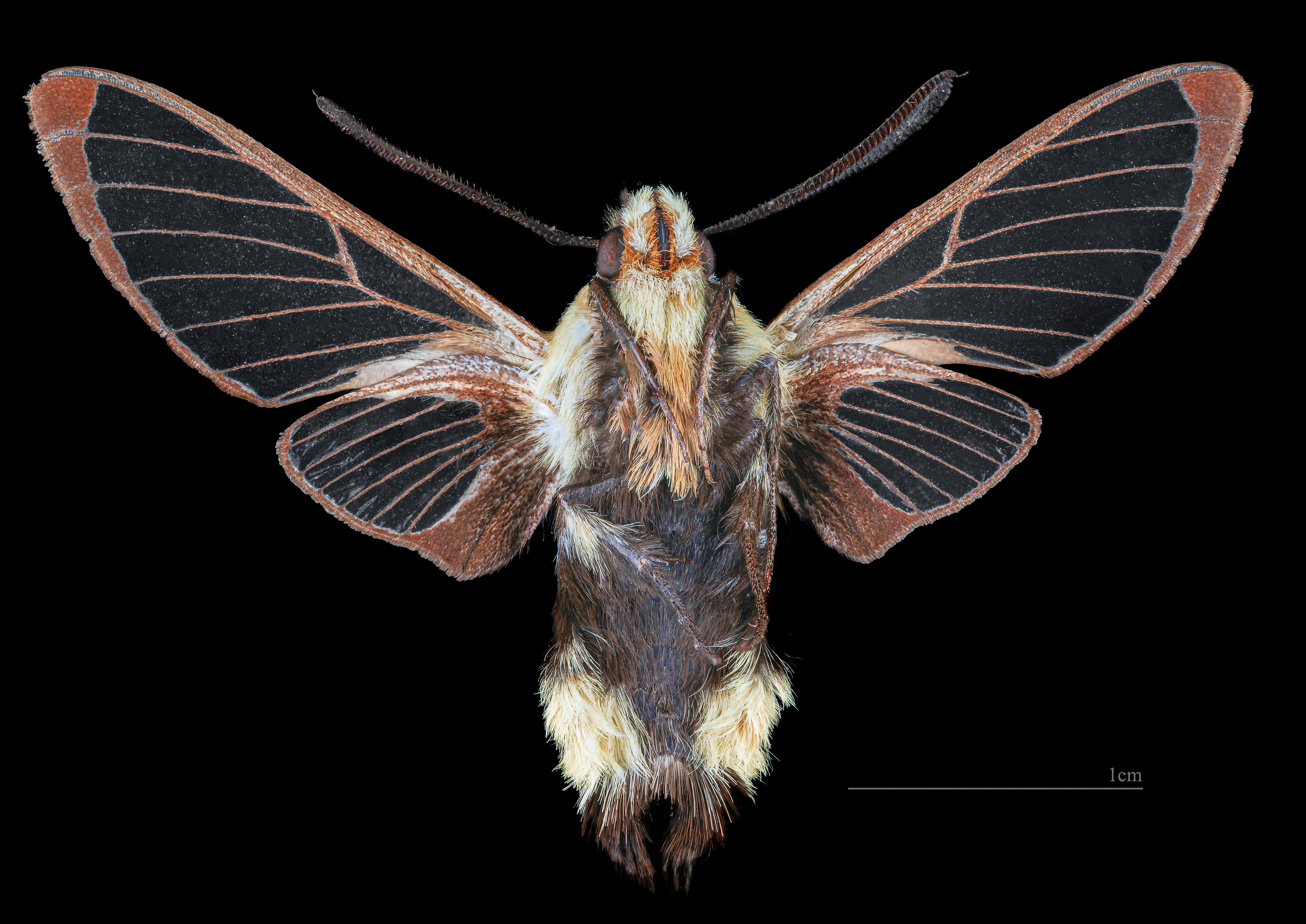
Revers du mâle (coll.MHNT)
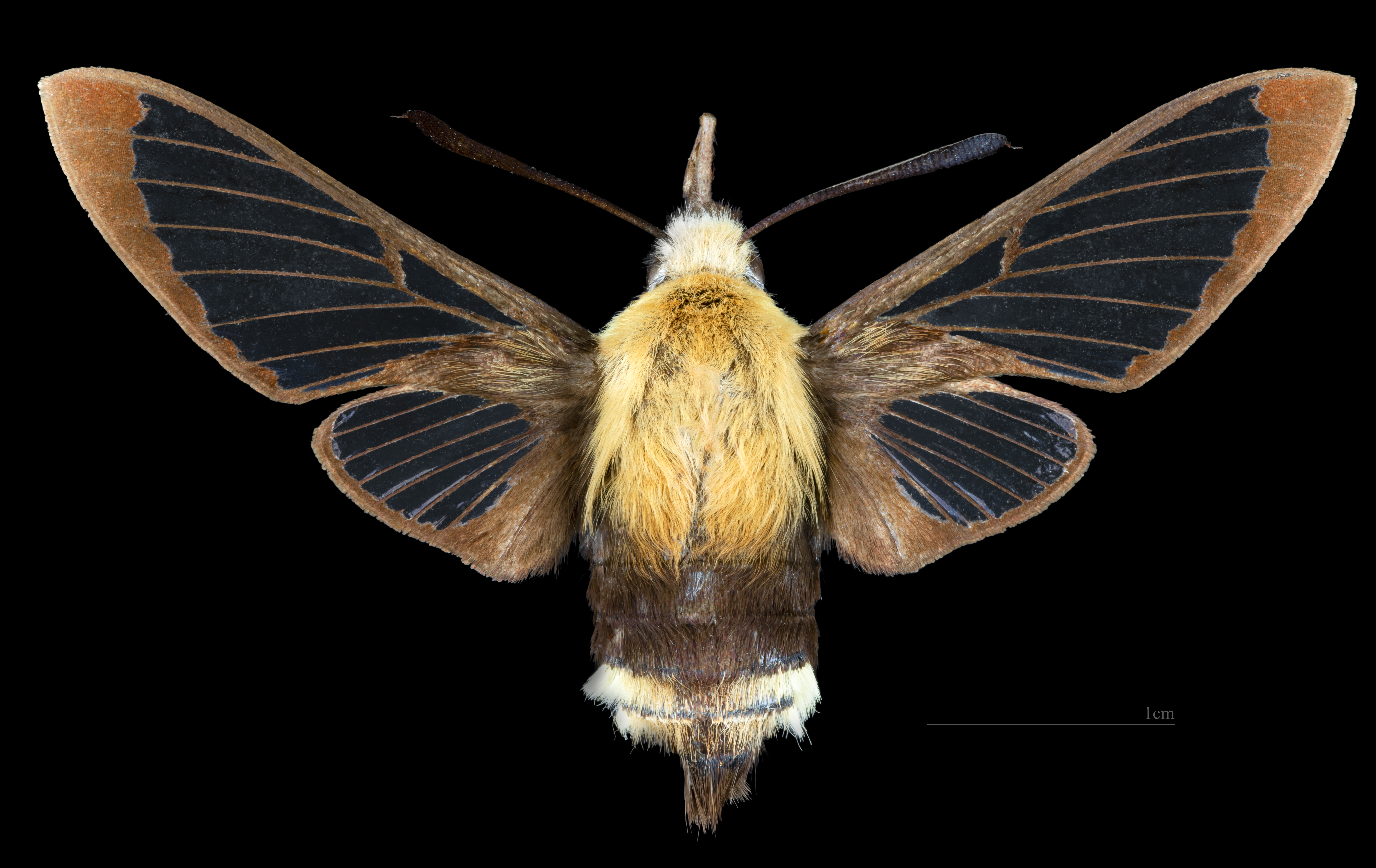
Avers de la femelle (coll.MHNT)
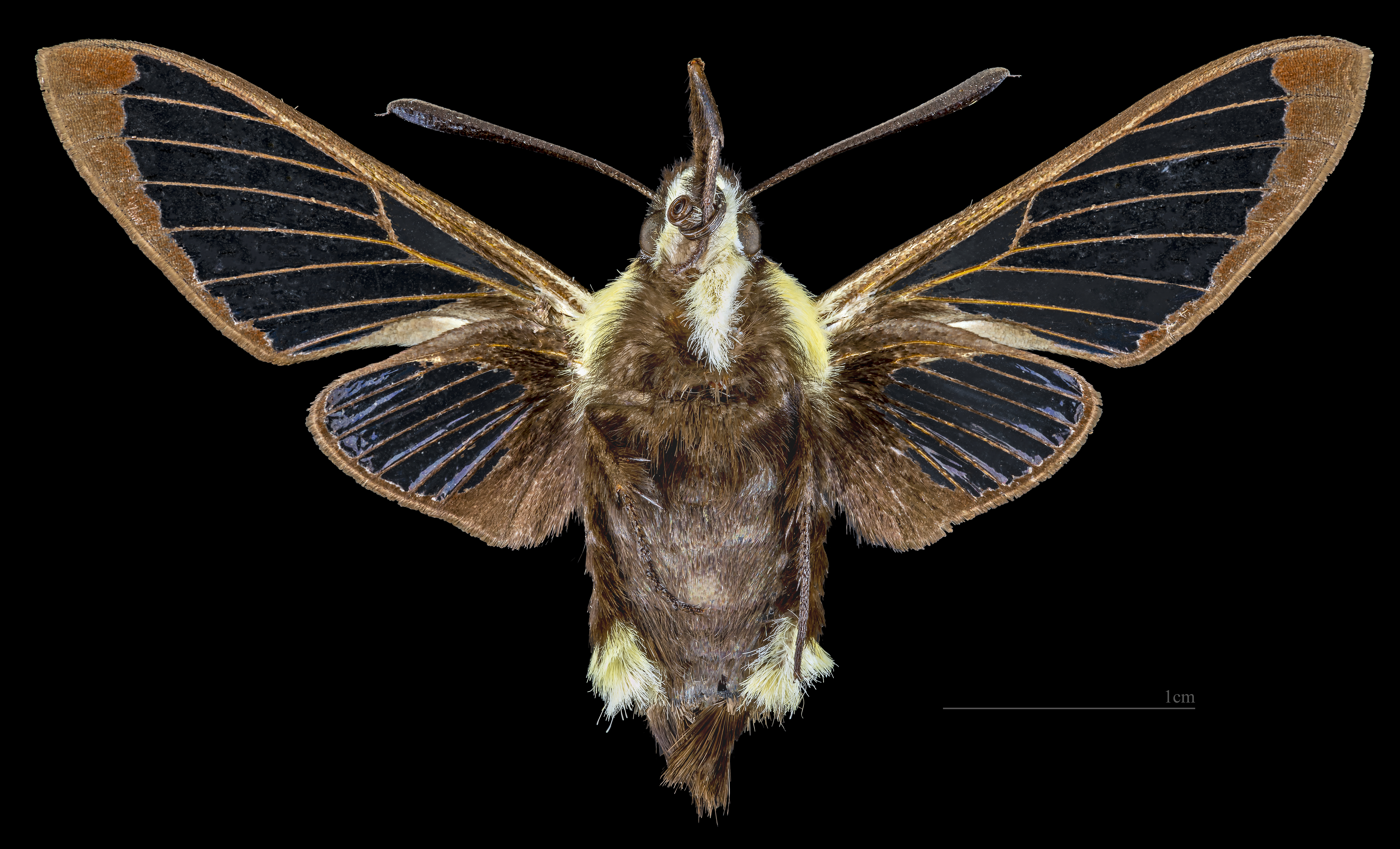
Revers de la femelle (coll.MHNT)
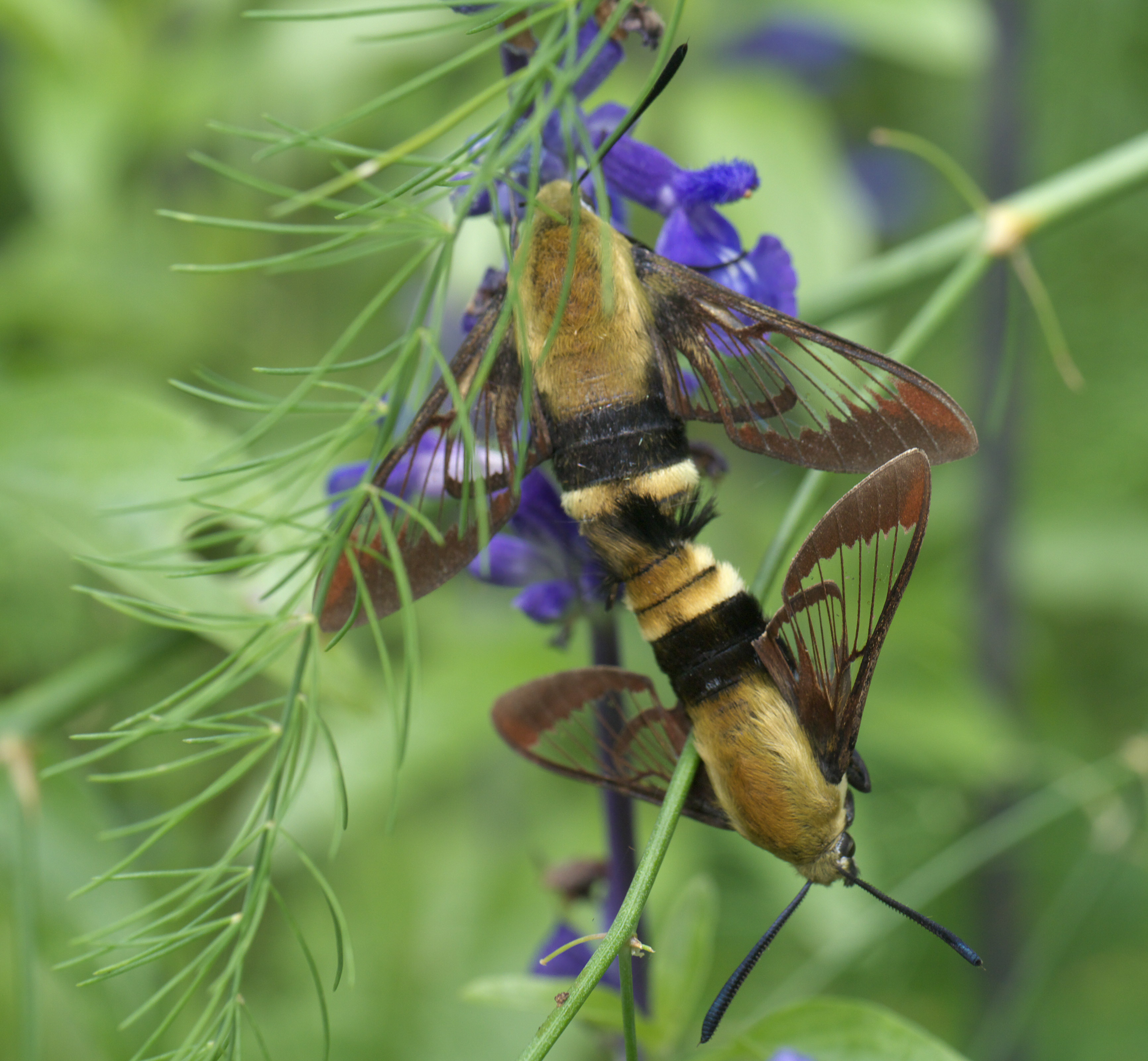
Accouplement.
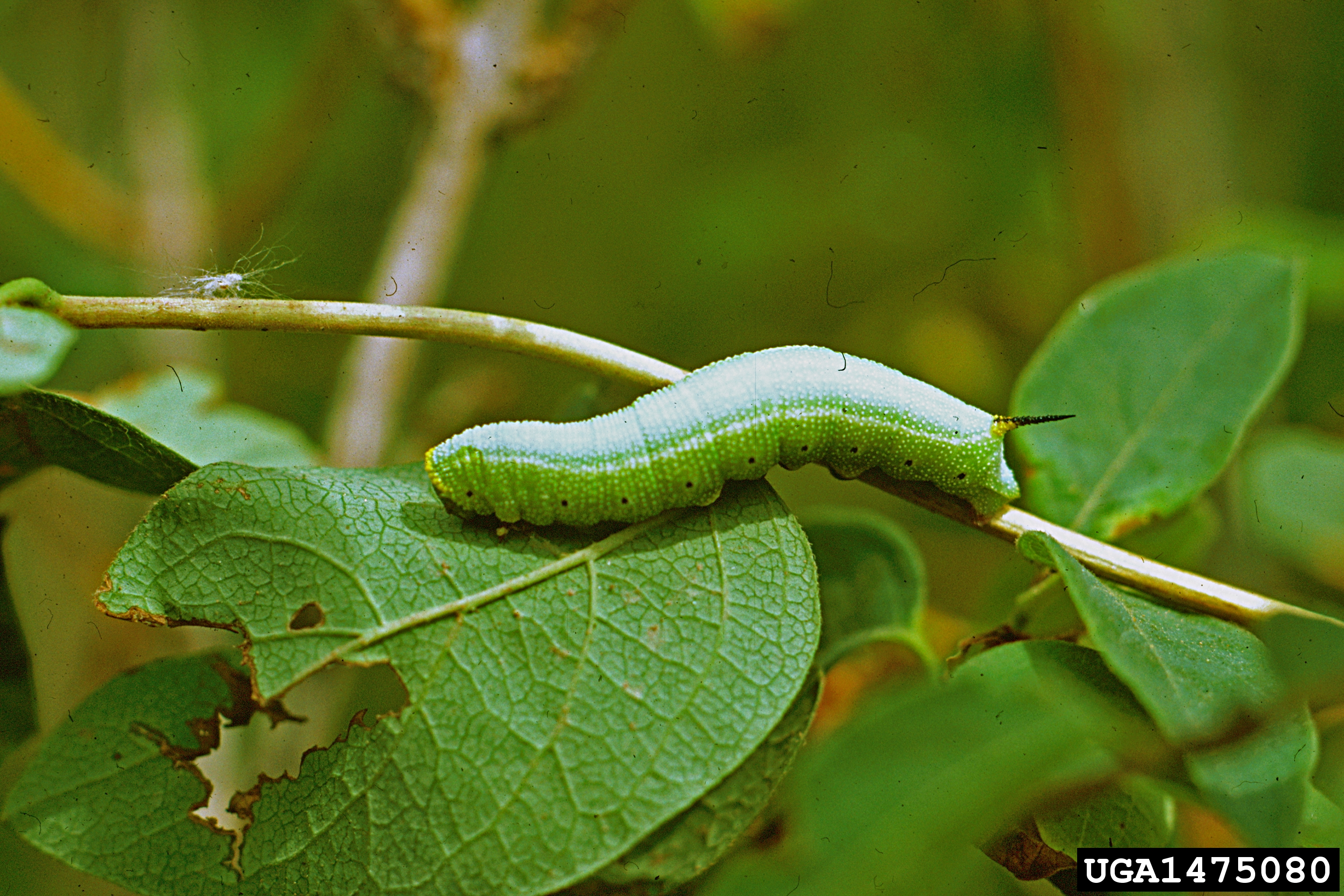
chenille.

## Distribution géographique
Hemaris diffinis est présente dans une grande partie des États-Unis et dans le Sud du Canada, principalement dans la moitié orientale du continent nord-américain,.

## Noms vernaculaires
Le nom vernaculaire français de « Sphinx du chèvrefeuille » est aussi employé pour désigner une espèce européenne du même genre : Hemaris fuciformis (aussi appelé « Sphinx gazé »).
En anglais, Hemaris diffinis est appelée snowberry clearwing.

## Systématique
Cette espèce a été décrite par l'entomologiste français Boisduval en 1836, sous le nom initial de Macroglossa diffinis,.
Il existe plusieurs synonymes, notamment :
- Macroglossa diffinis Boisduval, 1836
- Macroglossa thetis Boisduval, 1855
- Sesia axillaris Grote & Robinson, 1868
- Hemaris tenuis Grote, 1873
- Hemaris marginalis Grote, 1873
- Hemaris palpalis Grote, 1874
- Sesia grotei Butler, 1874
- Macroglossa fumosa Strecker, 1874
- Macroglossa aethra Strecker, 1875
- Hemaris metathetis Butler, 1876
- Haemorrhagia diffinis ariadne Barnes & McDunnough, 1910